# TYPO3
TYPO3是一个以PHP编写、采用GNU通用公共许可证的自由、开源的内容管理系统。它可在众多操作系统（Linux、Microsoft Windows、FreeBSD、macOS和OS/2）和多种网页服务器上（诸如Apache和IIS）。

## 历史
TYPO3最早由丹麦人Kasper Skårhøj开发，现今有两个开发组进行维护。版本4.x组长为Oliver Hader，版本5.x组长为Robert Lemke。
TYPO3的扩展插件数量超过4500个。这些插件绝大多数是由第三方开发者制作的，大部分免费。

## 特点
TYPO3有网页前台和后台，前台用于展示给浏览者，网页作者和网站管理员通过后台管理内容。网页使用PHP 5.2或更新版本和任意支持TYPO3 DBAL的关系型数据库（MySQL, Oracle, PostgreSQL等）。硬件要求为当前主流CPU，至少256 MB的内存。后台可以通过JavaScript显示在任何当前主流的浏览器上。

## 设计
系统使用一种叫做TypoScript的特殊配置语言。TypoScript可用于从数据库中抓取信息，处理数据，生成网页内容。一般的TypoScript包含模板引擎（如automaketemplate或TemplaVoila），这些模板引擎会基于HTML模板创建输出HTML页。
TYPO3定义多种数据类型。标准类型包括：文本，图像，带图像的文本，html，表，视频，链表等。这些类型可以通过插件进行扩展。最基本的类型称为“页”。每个可以展示给用户的元素属于某个特定的页。页可以在嵌套结构中无限制继承。TYPO3中有许多特殊的“页”，例如快捷页（浏览此页时会导向另一个页），加载页（允许在加载点上加载“页树”的一部分）。
TYPO3中几乎一切都可以扩展和插件化。例如，TYPO3可以通过安装扩展使用各种用户认证方法（RSA，OpenID）。

## 示例
基本表达式为：
```
[objectpath].[attribute]  [operator]  [value]
```

运算符包括:
- = 赋值
- < 复制对象
- =< 插入引用
- > 删除对象

示例:
```
page.10 = TEXT
page.10.value = Hello, world!
```

特别指出，TypoScript是配置脚本而不是编程语言，即所有内容都是声明性质的。下列代码在TYPO3中不会触发任何动作，但在编程语言中，它们会创建或删除条目:
```
page.10 = TEXT
page.10.value = Hello, world!
page.10 >
```

此示例中TypoScript对象"page.10"被创建并被立即删除。当TYPO3解析TypoScript时, 它会在实际执行创建对象"page.10"命令前删除掉对象声明。

## 扩展阅读
- Rene Fritz, Daniel Hinderink, Werner Altmann – TYPO3: Enterprise Content Management (Paperback) – ISBN 1-904811-41-8
- Michael Peacock – Building Websites with TYPO3 (Paperback) – ISBN 1-84719-111-8
- Dan Osipov - TYPO3 4.3 Multimedia Cookbook (Paperback) - ISBN 978-1-84719-848-8
- Dmitry Dulepov – TYPO3 Extension Development (Paperback) – ISBN 978-1-84719-212-7